# Lysapsus caraya
Lysapsus caraya là một loài ếch thuộc họ Nhái bén.
Loài này có ở Brasil và có thể cả Bolivia.
Môi trường sống tự nhiên của chúng là xavan ẩm, đồng cỏ nhiệt đới hoặc cận nhiệt đới vùng ngập nước hoặc lụt theo mùa, sông ngòi, đầm nước, đầm nước ngọt, và đầm nước ngọt có nước theo mùa.